# Оксалат нептунила(V)
Оксалат нептунила(V) — неорганическое соединение,
оксосоль нептуния и щавелевой кислоты
с формулой (NpO2)2C2O4,

слабо растворяется в воде,
образует кристаллогидраты — светло-зелёные кристаллы.

## Получение
- Реакция щавелевой кислотой и гидроксида нептуния(V) в кислой среде:

{\displaystyle {\mathsf {2NpO_{2}(OH)+H_{2}C_{2}O_{4}+2H_{2}O\ {\xrightarrow {}}\ (NpO_{2})_{2}C_{2}O_{4}\cdot 4H_{2}O\downarrow }}}

## Физические свойства
Оксалат нептунила(V) образует кристаллогидрат состава (NpO2)2C2O4•4H2O — светло-зелёные кристаллы.
Не растворяется в воде.